# آرشي كايل
آرشي كايل (بالإنجليزية: Archie Kyle)‏ (13 يوليو 1883 في المملكة المتحدة - 21 يوليو 1957 بغلاسكو في المملكة المتحدة) هو لاعب كرة قدم بريطاني (وحمل سابقاً جنسية المملكة المتحدة لبريطانيا العظمى وأيرلندا) في مركز الهجوم. لعب مع بلاكبيرن روفرز ونادي رينجرز ونادي سانت ميرين ونادي لينفيلد وهاميلتون أكاديميكال ونادي كلايد وBo'ness F.C. ‏ ورابطة كرة القدم الاسكتلندية الحادية عشر ‏ ونادي برادفورد بارك أفنيو.